# 四川高速公路
| 年份 | 通车里程 | 通车里程 | 通车里程 | 通车里程 |
| 年份 | 新增     | 累计     | 全国排名 | 增长率   |
| ---- | -------- | -------- | -------- | -------- |
| 1997 |          | 50 km    | 20       |          |
| 1998 | 278 km   | 328 km   | 10       | 556.00%  |
| 1999 | 419 km   | 747 km   | 5        | 127.74%  |
| 2000 | 253 km   | 1000 km  | 6        | 33.87%   |
| 2001 | 144 km   | 1144 km  | 5        | 14.40%   |
| 2002 | 357 km   | 1501 km  | 6        | 31.21%   |
| 2003 | 0 km     | 1501 km  | 6        | 0.00%    |
| 2004 | 257 km   | 1758 km  | 5        | 17.12%   |
| 2005 | 0 km     | 1758 km  | 8        | 0.00%    |
| 2006 | 29 km    | 1787 km  | 8        | 1.65%    |
| 2007 | 151 km   | 1938 km  | 13       | 8.45%    |
| 2008 | 218 km   | 2156 km  | 14       | 11.25%   |
| 2009 | 84 km    | 2240 km  | 14       | 3.90%    |
| 2010 | 442 km   | 2682 km  | 13       | 19.73%   |
| 2011 | 327 km   | 3009 km  | 14       | 12.19%   |
| 2012 | 1325 km  | 4334 km  | 7        | 44.03%   |
| 2013 | 712 km   | 5046 km  | 5        | 16.43%   |
| 2014 | 460 km   | 5506 km  | 4        | 9.12%    |
| 2015 | 514 km   | 6020 km  | 5        | 9.34%    |
| 2016 | 503 km   | 6523 km  | 2        | 8.36%    |
| 2017 | 298 km   | 6821 km  | 2        | 4.57%    |
| 2018 | 310 km   | 7131 km  | 3        | 4.54%    |
| 2019 | 392 km   | 7523 km  | 2        | 5.50%    |
| 2020 | 617 km   | 8140 km  | 3        | 8.20%    |
| 2021 | 468 km   | 8608 km  | 3        | 5.75%    |
| 2022 | 571 km   | 9179 km  | 3        | 6.63%    |

四川高速公路是中华人民共和国四川省的高速公路网络系统。四川省第一条高速公路成渝高速公路于1995年7月1日开通，是中华人民共和国第一条山岭重丘区高速公路。2004年和2007年南充绕城高速公路东线和西线分别建成，成为中国二级城市中第一条绕城高速公路。2017年底，雅康高速雅泸段试通车，四川省首次实现21个市（州）均通达高速公路。截至2024年底，四川省高速公路通车里程达到10310公里，居全国第三。
|  |  |

## 规划历史
2008年，四川省发布了《四川省高速公路网规划（2008－2030年）》，并于2011年发布并实施《四川省高速公路网规划（2011年调整方案）》，规划总里程12,000公里，另规划研究路线1,050公里。
2013年国务院批准实施《国家公路网规划（2013－2030年）》之后，国家高速公路在四川省境内规划路线由8条增至22条，规模由3,300公里涨到8,000公里，格局巨变。四川省遂重新编制了《四川省高速公路网规划（2014－2030年）》，在2011年调整方案基础上，修改了1条路线的线位，增加了14条路线（包括规划线12条970公里和远期展望线2条270公里），降格5条规划线为远期展望线。形成了包括省境内国家高速公路在内的16条成都放射线、8条纵线、8条横线、4条环线、19条联络线的格局。规划线总里程12,000公里，远期展望线2,200公里。进出川高速公路通道增至39个，其中连接重庆15个、云南11个、陕西4个、贵州3个、甘肃3个、西藏2个、青海1个。四川五大经济区、四大城市群之间，均可形成4条及以上互联通道。
2019年9月，四川省发布了《四川省高速公路网规划（2019－2035年）》，在2014年版的基础上，对成都至宜宾等14条原规划的高速公路进行了优化调整，并新增规划了九寨沟至若尔盖等29条高速公路。四川省高速公路网将主要由18条成都放射线、9条纵线、9条横线以及4条环线、34条联络线组成，简称“18、9、9”网。全省高速公路规划路线约1.61万公里（未计扩容复线里程），其中国家高速公路8,000公里，省级高速公路8,100公里，另设规划研究路线约1900公里。
2022年，《四川省高速公路网布局规划（2022-2035年）》正式印发，提出了20射13纵13横4环44联的高速公路网布局，规划总规模约2.0万公里，较2019版规划增加2,200公里，另有远期展望线1700公里。

## 命名和编号
根据《公路路线标识规则和国道编号》（GB/T 917-2009）的相关要求，省级高速公路路线命名和编号规则原则上与国家高速公路保持一致。四川省高速公路网路线命名和编号方案以《四川省高速公路网规划 2014－2030 年》中规划的省级高速公路为基础，遵循国家规范要求，结合四川省高速公路发展实际，按照“简洁唯一、注重传承、利于管理、便于扩展”的基本思路统筹研究制定。

### 国家高速命名
- 放射线、纵线和横线高速公路名称由路线起讫点的地名以连接号连接，称为“XX－XX高速公路”，简称用起讫点的首位汉字或简称组合表示，称为“XX高速”。当有多条高速公路起讫点相同时，插入中途点加以区别，称为“XX－XX－XX高速公路”，简称“XXX高速”。放射线以放射中心为起点、纵线以北端为起点、横线以东端为起点，联络线以靠近主线的一端为起点。
- 绕城环线以城市名称命名为“XX绕城高速公路”，简称“XX绕城高速”。
- 地区环线以地区名称命名为“XX地区环线高速公路”，简称“XX环线高速”。

### 国家高速编号
高速公路编号由一个字母和一至四位数字组成，例如「G5」 、「S66」、「G5515」。
- 字母表示管理等级，G代表国家高速、S代表省高速。
- 紧贴字母并与字母高度相同的一位或两位数字是主线编号。国家高速公路的首都放射线和省高速公路的省会放射线仅有一位数字。纵线和横线则有两位数字（10至90），其中奇数为纵线、偶数为横线。91及以上的两位数字用于地区环线。
- 末尾的两位小号数字用于绕城环线和联络线。其中左侧一位的0表示绕城线，1表示联络线；右侧一位则为顺序号。例如南大梁高速的编号「G5515」表示其为G55二广高速在全国范围内的第5条联络线，而编号「G4201」表示这是一条与G42沪蓉高速相连的绕城高速公路。

### 省高速命名
- 高速公路主线（成都放射线、纵线、横线）及联络线

1. 路线全称由路线起讫点的县级及以上地名中间加连接符“－”组成，称为“XX－XX高速公路”，路线简称用地名的首位汉字组合表示，称为“XX高速”。如“西充－绵阳高速公路”，简称“西绵高速”。
2. 相同起讫点间存在两条及以上高速公路时，可增加一个中间地名区予以区分，如“遂宁－宜宾－毕节高速公路”，简称“遂宜毕高速”。
3. 起讫点在省外的路线简称，也可采用路线所连接相邻省、直辖市的法定地名简称表示，如“成都－资阳－重庆高速公路”，简称“成资渝高速”。
4. 具有专用功能属性的路线（路段）采用表达路线（路段）功能的方式进行命名。如“成都机场高速公路”，简称“成都机场高速”；“成都－资阳－重庆高速公路”的成都天府国际机场高速公路段，简称为“天府国际机场高速”。

- 城市绕城环线

1. 路线名称以城市名称命名，全称“XX市绕城高速公路”，简称“XX绕城高速”。若同一城市有两个及以上的城市绕城环线，则全称“XX市第二绕城高速公路”，简称“XX第二绕城高速”，依此类推。如“成都市第二绕城高速公路”，简称“成都第二绕城高速”。
2. 高速公路为地区环线时，以路线所在的地区名称命名，全称为“XX环线高速公路”，简称为“XX环线高速”。如“成都经济区环线高速公路”，简称为“成都经济区环线高速”。

### 省高速编号
- 编号结构：省级高速公路由主线、联络线和城市绕城环线组成，其中主线包括成都放射线、纵线、东西横线。路线编号由省道标识符“S”加一位到两位数字或字母编号组配表示。

| 路线编号结构 | 类型                                 | 说明 |
| ------------ | ------------------------------------ | --- |
| SX           | 省级高速公路的成都放射线编号         | 省道标识符“S”后为一位数字编号。 |
| SXX          | 省级高速公路的纵线、横线、联络线编号 | 省道标识符“S”后为两位数字编号。 |
| SXX          | 省级高速公路的城市绕城环线编号       | 省道标识符“S”后第一位为字母编号，用于识别地级城市；第二位为数字编号，用于表示中心城市由内向外绕城高速的顺序。未规划2条及以上绕城高速公路的地市仅保留字母编号。 |

- 编号规则

1. 成都放射线。编号为一位数，由正北开始按顺时针方向升序编排，编号区间为1～9。
2. 纵线、纵向联络线。编号为两位奇数，由东向西升序编排，编号区间为11～99。
3. 横线、横向联络线。编号为两位偶数，由北向南升序编排，编号区间为10～98。
4. 城市绕城环线。编号由“字母”+“数字”组配表示，数字代表由中心城市由内向外绕城高速的顺序，字母采用各市州民用机动车号牌的第二位英文字母，如“成都第二绕城高速”编号为“SA2”；若该城市只有一条绕城高速，则省略数字，如“广元绕城高速”编号为“SH”。
5. 省级高速公路路线除同属于同一路线外，应避免与省域内的国家高速公路路线和其余省级高速路线数字编号重复。
6. 各级高速公路之间若有重合路段，编号原则上按照路线的行政等级选等级最高者，同行政等级的按照路线编号选数字最小者。
7. 未来若新增省级高速公路路线，省级高速公路路线编号原则上维持不变，新增路线按其走向及所在位置，分别在路线编号序列中的预留区间内编号，预留空间不足时，在下一预留区间内编号。

- 省级高速公路的编号区间如下：

| 类型                 | 编号区间                                                                                           | 备注                                                                                               |
| -------------------- | -------------------------------------------------------------------------------------------------- | -------------------------------------------------------------------------------------------------- |
| 成都放射线           | S1～S9                                                                                             | 顺序号                                                                                             |
| 纵线、联络线（纵向） | S11～S99                                                                                           | 奇数号                                                                                             |
| 横线、联络线（横向） | S10～S98                                                                                           | 偶数号                                                                                             |
| 城市绕城环线         | 省道标识符“S”后用“字母”+“数字”组配表示，字母编号用于识别地级城市，数字编号用于表示绕城高速的顺序。 | 省道标识符“S”后用“字母”+“数字”组配表示，字母编号用于识别地级城市，数字编号用于表示绕城高速的顺序。 |

## 路线列表

### 国家高速公路（四川境）
《国家公路网规划（2013年－2030年）》在四川境内规划布局了1条首都放射线、3条北南纵线、2条东西横线、1条地区环线、14条联络线、1条城市绕城环线，总里程约8000 公里。具体命名和编号情况如下：
通车状态： 已通车 、 部分通车 、 未建成 
| 编号 | 全称及简称                                    | 类别       | 组成路段 | 全长 （公里） | 主要途径地点 | 通车状态                                                                     |
| ---- | --------------------------------------------- | ---------- | --- | ------------- | --- | ---------------------------------------------------------------------------- |
|      | 北京－昆明高速公路 （京昆高速）               | 放射线     | 广陕高速 绵广高速 成绵高速 成都绕城高速（东环） 成雅高速 雅西高速 泸黄高速 西攀高速 攀田高速                 | 1,038.205     | 广元、剑阁、江油、绵阳、罗江、德阳、广汉、成都、新津、蒲江、雅安、荥经、汉源、石棉、冕宁、西昌、德昌、米易、攀枝花       | 全通                                                                         |
|      | 上海－成都高速公路 （沪蓉高速）               | 横线       | 邻垫高速 广邻高速 南广高速 成南高速                                                                          | 358.086       | 邻水、华蓥、广安、岳池、南充、蓬溪、遂宁、大英、成都                                                                     | 全通                                                                         |
|      | 包头－茂名高速公路 （包茂高速）               | 纵线       | 达陕高速 达渝高速                                                                                            | 309.044       | 万源、达州、大竹、邻水                                                                                                   | 全通                                                                         |
|      | 兰州－海口高速公路 （兰海高速）               | 纵线       | 广甘高速 广南高速 南充绕城高速（西段） 成南高速（二洞桥－王家沟） 南渝高速                                   |               | 广元、苍溪、阆中、南部、西充、南充、武胜                                                                                 | 全通                                                                         |
|      | 厦门－成都高速公路 （厦蓉高速）               | 横线       | 纳黔高速 隆纳高速 成渝高速（成都－隆昌）                                                                     | 421.164       | 叙永、泸州、泸县、隆昌、内江、资中、资阳、简阳、成都                                                                     | 全通                                                                         |
|      | 银川－昆明高速公路 （银昆高速）               | 纵线       | 巴陕高速 巴广渝高速 成渝高速（内江－重庆） 内宜高速 宜水高速                                                 | 185.88        | 桃园镇、南江、巴中、营山、广安、隆昌、内江、自贡、宜宾、宜宾县                                                           | 全通                                                                         |
|      | 成渝地区环线高速公路 （成渝环线高速）         | 地区环线   | 成都绕城高速（西环） 成雅高速 乐雅高速 乐宜高速 宜泸高速 泸渝高速 遂渝高速（复兴－川渝界） 绵遂高速 成绵高速 |               | 遂宁、射洪、三台、绵阳、罗江、德阳、广汉、成都、新津、蒲江、雅安、洪雅、夹江、峨眉山、乐山、犍为、宜宾、江安、泸州、合江 | 全通                                                                         |
|      | 德阳－都江堰高速公路 （德都高速）             | 联络线     | 成都经济区环线高速（北段）                                                                                   |               | 德阳、什邡、彭州、都江堰                                                                                                 | 全通                                                                         |
|      | 成都－乐山高速公路 （成乐高速）               | 联络线     | 成都－眉山 眉山－乐山                                                                                        |               | 成都、新津、彭山、眉山、乐山                                                                                             | 成眉段建设新线中，眉乐段开通                                                 |
|      | 张掖－汶川高速公路 （张汶高速）               | 联络线     | 郎木寺－川主寺 川主寺－汶川                                                                                  |               | 若尔盖、尕里台、川主寺、松潘、茂县、汶川                                                                                 | 全线未开工（川主寺以南力争十四五期间开工）                                   |
|      | 德令哈－康定高速公路 （德康高速）             | 联络线     | 久治－马尔康 马尔康－康定                                                                                    |               | 阿坝县、马尔康 | 久马段在建（截止2022年阿坝县以北段通车），马康段为远期展望线                 |
|      | 成都－遵义高速公路 （蓉遵高速）               | 联络线     | 成自泸高速                                                                                                   | 294           | 成都、仁寿、威远、自贡、富顺、泸州                                                                                       | 全通                                                                         |
|      | 成都－丽江高速公路 （蓉丽高速）               | 联络线     | 成自泸高速（成都－仁寿） 遂资眉高速（仁寿－满井） 仁沐新高速 沿江高速 丽攀高速（四川段）                     |               | 成都、仁寿、井研、犍为、沐川、新市镇、雷波、金阳、宁南、会东、会理、攀枝花                                               | 仁寿－孝姑、攀枝花－川滇界段、会东至会理已通车，其它在建。                   |
|      | 成都－昌都高速公路 （蓉昌高速）               | 联络线     | 成灌高速 都汶高速 汶马高速 马尔康－昌都                                                                      |               | 成都、郫县、都江堰、汶川、理县、马尔康、炉霍、甘孜县、德格                                                               | 成都-马尔康已通车，其余为远期展望线                                          |
|      | 雅安－叶城高速公路 （雅叶高速）               | 联络线     | 雅康高速 康定－芒康                                                                                          |               | 雅安、天全、泸定、康定、雅江、理塘、巴塘                                                                                 | 雅安－康定已通车，康定－新都桥研究中，其余为远期展望线                       |
|      | 恩施－广元高速公路 （恩广高速）               | 联络线     | 广巴高速 巴达高速 达万高速                                                                                   |               | 广元、旺苍、巴中、平昌、达州、开江                                                                                       | 全通                                                                         |
|      | 重庆－成都高速公路 （渝蓉高速）               | 联络线     | 成安渝高速                                                                                                   | 173           | 安岳、乐至、简阳、成都                                                                                                   | 全通                                                                         |
|      | 张家界－南充高速公路 （张南高速）             | 联络线     | 南大梁高速                                                                                                   | 143           | 大竹、渠县、营山、蓬安、南充                                                                                             | 全通                                                                         |
|      | 贵阳－成都高速公路 （筑蓉高速）               | 联络线     | 贵金谷高速 古宜高速 成宜昭高速                                                                               | 311           | 古蔺、叙永、兴文、珙县、宜宾、荣县、简阳、成都                                                                           | 部分在建                                                                     |
|      | 都匀－香格里拉高速公路 （都香高速）           | 联络线     | 西昭高速 西香高速                                                                                            |               | 金阳、昭觉、西昌、盐源、泸沽湖                                                                                           | 在建                                                                         |
|      | 平凉－绵阳高速公路 （平绵高速）               | 联络线     | 绵九高速 | 212           | 九寨沟、平武、江油、绵阳                                                                                                 | 绵阳－江油太平（区间内仅开通青莲、太平两处出口）、平武－白马已开通，其它在建 |
|      | 广安－泸州高速公路 （广泸高速）               | 联络线     | 遂广高速（广安－武胜） 武胜－潼南 荣昌－泸州                                                                 |               | 广安、武胜、泸州 | 广安－武胜、荣昌－泸州已通车                                                 |
|      | 巴中－成都高速公路 （巴蓉高速）               | 联络线     | 成德南高速 巴南高速 巴陕高速（东兴场－枣林）                                                                 | 308           | 成都、金堂、中江、三台、盐亭、南部、仪陇、巴中                                                                           | 全通                                                                         |
|      | 屏山－兴义高速公路 （屏兴高速）               | 联络线     | 宜屏高速 成宜昭高速                                                                                          |               | 屏山（新市）、宜宾、筠连                                                                                                 | 部分在建                                                                     |
|      | 成都绕城高速公路 （成都绕城高速）             | 城市环线   | 成都绕城高速                                                                                                 | 85            | 成都主城区 | 全通                                                                         |
|      | 成都都市圈环线高速公路 （成都都市圈环线高速） | 都市圈环线 | 成都经济区环线高速（南段）                                                                                   |               | 德阳、中江、简阳、彭山、蒲江、邛崃、大邑、都江堰、德阳                                                                   | 全通                                                                         |

### 省级高速公路
根据《四川省高速公路网规划（2019-2035年）》，四川省级高速公路网由8条成都放射线、6条纵线、5条横线、2条环线、36条联络线、9条地级市绕城环线组成。省级高速公路规划总里程约8100公里（不含扩容复线）。《四川省高速公路网布局规划（2022－2035年）》在《2019版规划》的基础上调整为8条成都放射线、9条纵线、8条横线、2条环线、48条联络线、11条地级市绕城环线。省级高速公路规划总里程约1.15万公里。
| 编号              | 全称及简称                                                                                | 组成路段 | 全长 （公里）     | 主要途径地点                                                                           | 通车状态                                                 |
| 成都放射线（8条） | 成都放射线（8条）                                                                         | 成都放射线（8条） | 成都放射线（8条） | 成都放射线（8条）                                                                      | 成都放射线（8条）                                        |
| ----------------- | ----------------------------------------------------------------------------------------- | --- | ----------------- | -------------------------------------------------------------------------------------- | -------------------------------------------------------- |
| S1                | 成都－万源－重庆高速公路 （成万高速）                                                     | 成彭高速 成什绵高速 绵阳绕城高速（南环线） 绵阳－苍溪高速公路 苍溪－巴中高速公路 巴南高速（恩阳－东兴场） 广巴高速（东兴场－清江南） 巴中－万源高速公路 | 457               | 成都、彭州、什邡、绵竹、绵阳、梓潼、苍溪、巴中、通江、万源、重庆（城口）               | 成都－绵阳、巴中－通江已通车，其余在建                   |
| S3                | 成都－资阳－重庆高速公路 （天府国际机场高速天府支线） （天府国际机场高速） （成资渝高速） | 天府国际机场高速 资阳－潼南高速公路 | 164               | 成都、天府国际机场、资阳、安岳、重庆（潼南）                                           | 在建                                                     |
| S6                | 成都－峨眉山高速公路 （成都机场高速） （成峨高速）                                        | 成峨高速 | 12                | 成都、双流国际机场、新津、彭山、丹棱、夹江、峨眉山                                     |                                                          |
| S7                | 成都－会理高速公路 （成会高速）                                                           | |                   | 成都、眉山、青神、乐山、马边、美姑、昭觉、布拖、普格、会理                             | 在建                                                     |
| S8                | 成都－名山高速公路 （成名高速）                                                           | 成温邛高速 邛名高速 | 118               | 成都、温江、崇州、大邑、邛崃、名山                                                     | 全通                                                     |
| S9                | 成都－汶川高速公路 （成汶高速）                                                           | |                   | 成都、彭州、汶川                                                                       |                                                          |
| 纵线（9条）       |                                                                                           | |                   |                                                                                        |                                                          |
| S13               | 城口－邻水高速公路 （城邻高速）                                                           | |                   | 重庆（城口）、宣汉、达州、大竹、邻水、重庆（长寿）                                     |                                                          |
| S15               | 通江－广安高速公路 （通广高速）                                                           | 镇巴－广安高速公路 广安过境高速（东环线） 广安过境高速（渝广支线）                                                                                      | 306               | 陕西（镇巴）、通江、平昌、渠县、华蓥、重庆（合川）                                     | 规划                                                     |
| S19               | 青川－岳池高速公路 （青岳高速）                                                           | |                   | 甘肃（文县）、青川、剑阁、阆中、仪陇、蓬安、岳池                                       |                                                          |
| S41               | 遂宁－宜宾－毕节高速公路 （遂宜毕高速）                                                   | 遂内高速 内江绕城高速（冷家湾－黄棚垇） 内江－南溪高速公路 宜叙高速连接线 宜叙高速（绥庆－龙头） 宜宾－威信高速公路                                     | 330               | 遂宁、安岳、内江、南溪、宜宾、长宁、云南（威信）                                       |                                                          |
| S45               | 茂县－犍为高速公路 （茂犍高速）                                                           | |                   | 茂县、江油、梓潼、盐亭、三台、大英、乐至、资中、自贡、犍为                             |                                                          |
| S71               | 乐山－昆明高速公路 （乐昆高速）                                                           | 乐山－云南高速公路 | 340               | 金口河、甘洛、越西、喜德、西昌、普格、宁南、云南（巧家）                               | 规划                                                     |
| S73               | 泸定－雷波高速公路 （泸雷高速）                                                           | |                   | 泸定、石棉、甘洛、美姑、雷波、云南（永善）                                             | 石棉至雷波段为远期展望线                                 |
| S87               | 色达－攀枝花高速公路 （色攀高速）                                                         | |                   | 青海（班玛）、色达、炉霍、道孚、康定、九龙、木里、盐源、攀枝花                         | 九龙至木里段为远期展望线                                 |
| S95               | 石渠－稻城高速公路 （石稻高速）                                                           | |                   | 青海（称多）、石渠、甘孜、新龙、理塘、稻城                                             | 甘孜至新龙段、稻城至川滇界段为远期展望线                 |
| 横线（8条）       |                                                                                           | |                   |                                                                                        |                                                          |
| S14               | 九寨沟－马尔康高速公路 （九马高速）                                                       | 九寨沟－川主寺高速公路 红原－松潘高速公路 久治－马尔康高速公路（马尔康－红原机场）                                                                      | 270               | 九寨沟、红原、马尔康                                                                   | 规划                                                     |
| S18               | 开州－松潘高速公路 （开松高速）                                                           | |                   | 重庆（开州）、宣汉、万源、通江、南江、旺苍、朝天、青川、平武、松潘                     | 广元至平武已通车，开州至青川段、平武至松潘段为远期展望线 |
| S26               | 万州－绵阳高速公路 （万绵高速）                                                           | |                   | 重庆（万州）、达州、营山、仪陇、南部、绵阳                                             |                                                          |
| S28               | 遂宁－黑水高速公路 （遂黑高速）                                                           | |                   | 遂宁、射洪、中江、德阳、绵竹、茂县、黑水                                               | 中江至遂宁已通车，茂县至黑水段为远期展望线               |
| S40               | 广安－洪雅高速公路 （广洪高速）                                                           | 遂广高速 遂资眉高速 | 307               | 广安、武胜、遂宁、乐至、资阳、仁寿、眉山、丹棱、洪雅                                   | 全通                                                     |
| S48               | 铜梁－荥经高速公路 （铜荥高速）                                                           | |                   | 重庆（铜梁）、资中、井研、乐山、峨眉山、荥经                                           |                                                          |
| S66               | 隆昌－汉源高速公路 （隆汉高速）                                                           | 自隆高速 乐自高速 乐宜高速（安谷－冷山） 乐雅高速（乐峨连接线） 峨汉高速                                                                                | 303               | 隆昌、富顺、自贡、荣县、乐山、峨眉山、峨边、金口河、汉源、石棉、九龙、稻城、乡城、得荣 | 隆昌－峨眉已通，其余在建                                 |
| S84               | 重庆－叙永－筠连高速公路 （渝叙筠高速）                                                   | |                   | 重庆（江津）、合江、贵州（赤水）、叙永、筠连、云南（盐津）                             |                                                          |
| 联络线（48条）    |                                                                                           | |                   |                                                                                        |                                                          |
| S11               | 开江－梁平高速公路 （开梁高速）                                                           | |                   | 开江、重庆（梁平）                                                                     |                                                          |
| S17               | 南江－三台高速公路 （南三高速）                                                           | |                   | 南江、旺苍、苍溪、阆中、盐亭、三台                                                     |                                                          |
| S21               | 南充－合川高速公路 （武潼高速）                                                           | 武潼高速 | 13                | 南充、武胜（赛马）、重庆（合川）                                                       |                                                          |
| S23               | 仪陇－南充高速公路 （仪南高速）                                                           | |                   | 仪陇、南充                                                                             |                                                          |
| S25               | 南充－潼南高速公路 （南潼高速）                                                           | 南潼高速 南充过境高速 | 103               | 南充、重庆（潼南）                                                                     |                                                          |
| S27               | 安岳－荣昌－合江高速公路 （安荣合高速）                                                   | |                   | 安岳、内江、重庆（荣昌）、泸县、合江                                                   |                                                          |
| S29               | 遂宁－西充高速公路 （遂西高速）                                                           | 遂西高速 | 66                | 遂宁、蓬溪、西充                                                                       | 全通                                                     |
| S33               | 泸州－永川高速公路 （泸永高速）                                                           | 泸永高速 | 30                | 泸州、重庆（永川）                                                                     | 在建                                                     |
| S35               | 大英－潼南高速公路 （大潼高速）                                                           | 大潼高速 |                   | 大英、安居、重庆（潼南）                                                               |                                                          |
| S37               | 叙永－威信高速公路 （叙威高速）                                                           | 叙威高速 | 36                | 叙永、云南（威信）                                                                     | 在建                                                     |
| S39               | 泸州－古蔺高速公路 （泸古高速）                                                           | 泸古高速 | 100               | 泸州、古蔺                                                                             |                                                          |
| S51               | 北川－安州高速公路 （北安高速）                                                           | 北安高速 |                   | 北川、安州                                                                             |                                                          |
| S53               | 新都－德阳高速公路 （新德高速）                                                           | |                   | 新都、彭州、什邡、德阳                                                                 |                                                          |
| S55               | 若尔盖－迭部－九寨沟高速公路 （若迭九高速）                                               | |                   | 若尔盖、甘肃（迭部）、九寨沟                                                           |                                                          |
| S57               | 成都市城北出口高速公路 （成都城北出口高速）                                               | 成都城北出口高速 | 10                | 成都                                                                                   | 全通                                                     |
| S59               | 成南成巴连接线高速公路 （成南成巴连接线高速）                                             | |                   | 成都                                                                                   |                                                          |
| S61               | 乐山机场高速公路 （乐山机场高速）                                                         | |                   | 五通桥、乐山机场                                                                       |                                                          |
| S67               | 新津－邛崃－荥经高速公路 （新邛荥高速）                                                   | 天邛高速 邛崃经芦山至荥经高速 |                   | 新津、邛崃、芦山、荥经                                                                 | 新津至邛崃已通车，邛崃-芦山-荥经在建                     |
| S69               | 洪雅支线高速公路 （洪雅支线高速）                                                         | |                   | 洪雅、洪雅（七里坪）                                                                   |                                                          |
| S79               | 马尔康－雅安高速公路 （马雅高速）                                                         | |                   | 马尔康、小金、宝兴、雅安                                                               | 小金至宝兴段为远期展望线                                 |
| S81               | 德昌－会理高速公路 （德会高速）                                                           | 永郎－会理高速公路 | 78.4              | 德昌、会理、云南（禄劝）                                                               | 通车                                                     |
| S83               | 马尔康－康定高速公路 （两康高速）                                                         | |                   | 马尔康、金川、丹巴、康定                                                               |                                                          |
| S89               | 盐源—会理高速公路 （盐会高速）                                                            | |                   | 盐源、米易、会理                                                                       | 盐源至米易段为远期展望线                                 |
| S91               | 壤塘支线高速公路 （壤塘支线高速）                                                         | |                   | 壤塘                                                                                   |                                                          |
| S99               | 德格－白玉高速公路 （德白高速）                                                           | |                   | 德格、白玉                                                                             | 规划研究路线                                             |
| S10               | 九寨沟－舟曲高速公路 （九舟高速）                                                         | |                   | 九寨沟、甘肃（舟曲）                                                                   |                                                          |
| S12               | 通江－开州高速公路 （通开高速）                                                           | |                   | 通江、宣汉、重庆（开州）                                                               |                                                          |
| S22               | 平昌－仪陇高速公路 （平仪高速）                                                           | 平仪高速 |                   | 平昌、仪陇                                                                             |                                                          |
| S32               | 西充－绵阳高速公路 （西绵高速）                                                           | 绵西高速 | 125               | 西充、盐亭、绵阳                                                                       | 全通                                                     |
| S34               | 西充－射洪高速公路 （西射高速）                                                           | 西射高速 |                   | 西充、射洪                                                                             |                                                          |
| S36               | 南充－大竹－垫江高速公路 （南大垫高速）                                                   | |                   | 南充、广安、大竹、重庆（垫江）                                                         |                                                          |
| S38               | 大邑－宝兴高速公路 （大宝高速）                                                           | |                   | 大邑、宝兴                                                                             |                                                          |
| S44               | 武胜－潼南－安居高速公路 （武潼安高速）                                                   | |                   | 武胜、重庆（潼南）、安居                                                               |                                                          |
| S46               | 垫江－邻水－合川高速公路 （垫邻合高速）                                                   | |                   | 重庆（垫江）、邻水、重庆（合川）                                                       |                                                          |
| S56               | 荣县－大足高速公路 （荣大高速）                                                           | 荣大高速 |                   | 荣县、威远、内江、重庆（大足）                                                         |                                                          |
| S60               | 自贡－永川高速公路 （自永高速）                                                           | 自永高速 |                   | 自贡、隆昌、重庆（永川）                                                               |                                                          |
| S62               | 宜宾－重庆北线高速公路 （宜渝北线高速）                                                   | |                   | 宜宾、南溪、泸州、泸县、重庆（江津）                                                   |                                                          |
| S74               | 宜宾－屏山高速公路 （宜屏高速）                                                           | 宜屏高速 |                   | 宜宾、屏山（新市）                                                                     |                                                          |
| S76               | 沐川－马边高速公路 （沐马高速）                                                           | 沐马高速 |                   | 沐川、马边                                                                             |                                                          |
| S78               | 珙县－绥江－峨边高速公路 （珙绥峨高速）                                                   | |                   | 珙县、高县、云南（绥江）、屏山（新市）、马边、峨边                                     |                                                          |
| S80               | 古蔺－习水高速公路 （古习高速）                                                           | |                   | 古蔺、贵州（习水                                                                       |                                                          |
| S86               | 永善支线高速公路 （永善支线）                                                             | |                   | 雷波、云南（永善）                                                                     |                                                          |
| S88               | 古蔺－仁怀高速公路 （古仁高速）                                                           | |                   | 古蔺、贵州（仁怀）                                                                     |                                                          |
| S90               | 喜德－冕宁高速公路 （喜冕高速）                                                           | |                   | 喜德、冕宁（泸沽）                                                                     |                                                          |
| S94               | 会东－会泽高速公路 （两会高速）                                                           | |                   | 会东、云南（会泽）                                                                     |                                                          |
| S96               | 攀枝花－大理高速公路 （攀大高速）                                                         | 攀大高速 | 40                | 攀枝花、云南（永仁）                                                                   | 省界段2km等待云南同步实施，其余全通。                    |
| S98               | 攀枝花机场高速公路 （攀枝花机场高速）                                                     | |                   | 攀枝花、攀枝花新机场                                                                   |                                                          |
| 绕城环线（13条）  |                                                                                           | |                   |                                                                                        |                                                          |
| SA2               | 成都市第二绕城高速公路 （成都第二绕城高速）                                               | 成都第二绕城高速 | 223               | 广汉、金堂、新津、崇州、彭州、广汉                                                     | 全通                                                     |
| SC                | 自贡市绕城高速公路 （自贡绕城高速）                                                       | 自隆高速连接线 | 20                | 自贡                                                                                   | 规划                                                     |
| SD                | 攀枝花市绕城高速公路 （攀枝花绕城高速）                                                   | |                   | 攀枝花                                                                                 |                                                          |
| SF                | 德阳市绕城高速公路 （德阳绕城高速）                                                       | |                   | 德阳                                                                                   |                                                          |
| SH                | 广元市绕城高速公路 （广元绕城高速）                                                       | 广巴广陕高速连接线 | 19                | 广元                                                                                   | 全通                                                     |
| SK                | 内江市绕城高速公路 （内江绕城高速）                                                       | 内江绕城高速 | 64                | 内江                                                                                   | 在建                                                     |
| SL                | 乐山市绕城高速公路 （乐山绕城高速）                                                       | 乐自高速乐山城区连接线 | 24                | 乐山                                                                                   | 全通                                                     |
| SQ                | 宜宾市绕城高速公路 （宜宾绕城高速）                                                       | |                   | 宜宾                                                                                   |                                                          |
| SR                | 南充市绕城高速公路 （南充绕城高速）                                                       | | 43                | 南充                                                                                   | 全通                                                     |
| SS                | 达州市绕城高速公路 （达州绕城高速）                                                       | 达州绕城高速（西段） | 48                | 达州                                                                                   | 待建                                                     |
| SW                | 西昌市绕城高速公路 （西昌绕城高速）                                                       | | 48                | 西昌                                                                                   |                                                          |
| SX                | 广安市绕城高速公路 （广安绕城高速）                                                       | 广安过境高速 | 21                | 广安                                                                                   | 在建                                                     |